# Asiatiska spelen

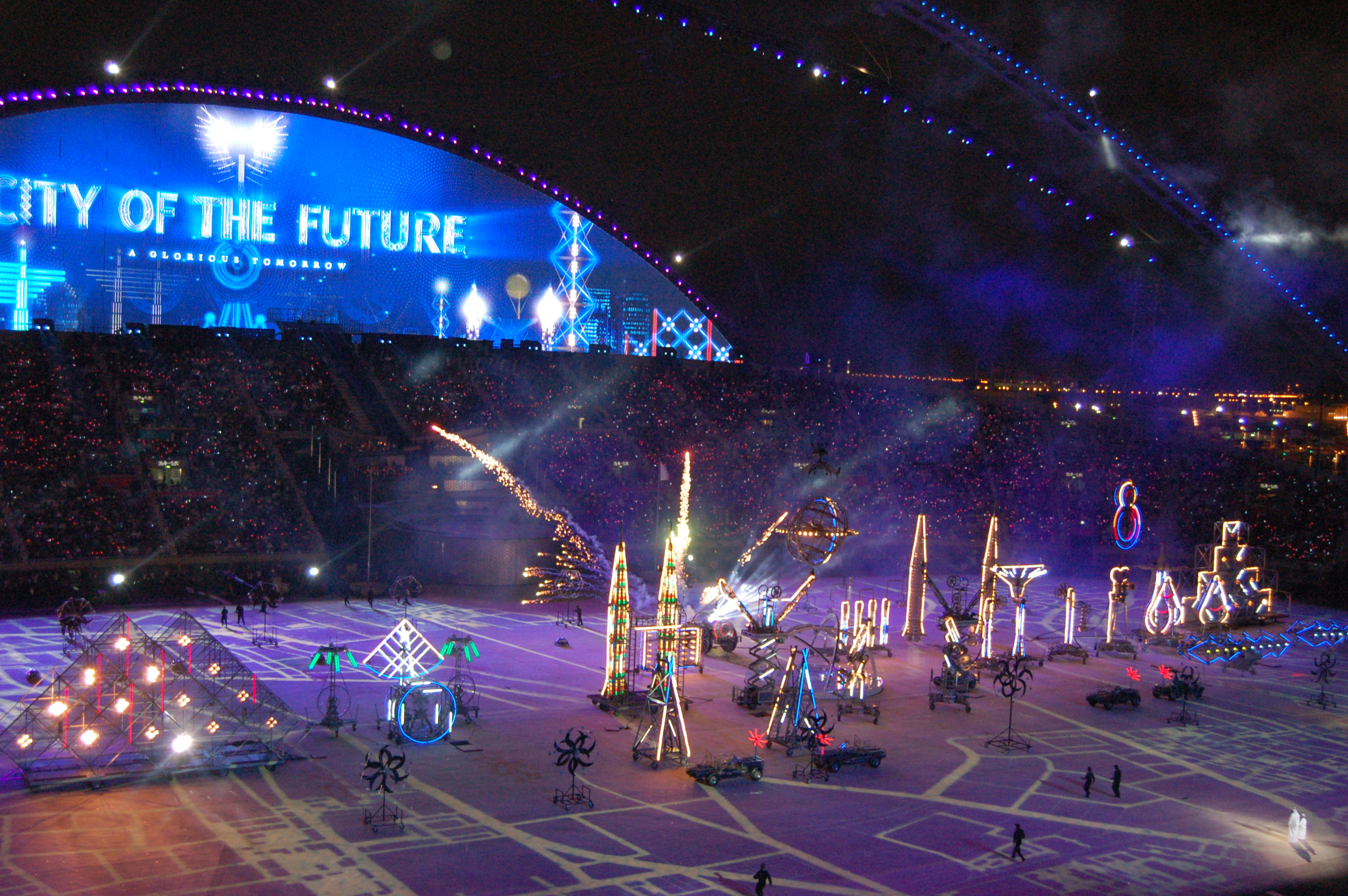
Invigningsceremonin i Doha vid asiatiska spelen 2006.

Asiatiska spelen eller Asiaden, är en asiatisk variant av olympiska spelen. Asiatiska spelen anordnas sedan 1951.

## Lista över spel
| År   | Stad              | Land         |
| ---- | ----------------- | ------------ |
| 1951 | New Delhi         | Indien       |
| 1954 | Manila            | Filippinerna |
| 1958 | Tokyo             | Japan        |
| 1962 | Jakarta           | Indonesien   |
| 1966 | Bangkok           | Thailand     |
| 1970 | Bangkok           | Thailand     |
| 1974 | Teheran           | Iran         |
| 1978 | Bangkok           | Thailand     |
| 1982 | New Delhi         | Indien       |
| 1986 | Seoul             | Sydkorea     |
| 1990 | Peking            | Kina         |
| 1994 | Hiroshima         | Japan        |
| 1998 | Bangkok           | Thailand     |
| 2002 | Busan             | Sydkorea     |
| 2006 | Doha              | Qatar        |
| 2010 | Guangzhou         | Kina         |
| 2014 | Incheon           | Sydkorea     |
| 2018 | Jakarta-Palembang | Indonesien   |
| 2022 | Hangzhou          | Kina         |
| 2026 | Nagoya            | Japan        |
| 2030 | Doha              | Qatar        |
| 2034 | Riyadh            | Saudiarabien |

## Sporter
51 har utövats under asiatiska spelens historia.
| Sport        | År                     |
| ------------ | ---------------------- |
| Badminton    | sedan 1962             |
| Baseboll     | sedan 1994             |
| Basketboll   | sedan 1951             |
| Biljard      | 1998–2010              |
| Bodybuilding | 2002–2006              |
| Bordtennis   | 1958–1966, sedan 1974  |
| Bowling      | 1978, 1986, sedan 1994 |
| Boxning      | sedan 1954             |
| Brottning    | sedan 1954             |
| Brädspel     | 2006–2010, 2018        |
| Bågskytte    | sedan 1978             |
| Cricket      | 2010–2014              |
| Cykelsport   | 1951, sedan 1958       |
| Danssport    | 2010                   |
| Drakbåt      | 2010, 2018             |
| Friidrott    | sedan 1951             |
| Fotboll      | sedan 1951             |

| Sport             | År                    |
| ----------------- | --------------------- |
| Fäktning          | 1974–1978, sedan 1986 |
| Golf              | sedan 1982            |
| Gymnastik         | sedan 1974            |
| Handboll          | sedan 1982            |
| Judo              | sedan 1986            |
| Jujutsu           | 2018                  |
| Kabaddi           | sedan 1990            |
| Kanotsport        | sedan 1986            |
| Karate            | sedan 1994            |
| Kurash            | 2018                  |
| Landhockey        | sedan 1958            |
| Modern femkamp    | 1994, 2002, 2010      |
| Pencak silat      | 2018                  |
| Ridsport          | 1982–1986, sedan 1994 |
| Rodd              | sedan 1982            |
| Rugby union       | sedan 1998            |
| Rullskridskosport | 2010, 2018            |

| Sport          | År                    |
| -------------- | --------------------- |
| Sambo          | 2018                  |
| Segling        | 1970, sedan 1978      |
| Sepak takraw   | sedan 1990            |
| Simsport       | sedan 1951            |
| Skärmflygning  | 2018                  |
| Softboll       | sedan 1990            |
| Soft tennis    | sedan 1990            |
| Sportklättring | 2018                  |
| Sportskytte    | sedan 1954            |
| Squash         | sedan 1998            |
| Taekwondo      | 1986, sedan 1994      |
| Tennis         | 1958–1966, sedan 1974 |
| Triathlon      | sedan 2006            |
| Tyngdlyftning  | 1951–1958, sedan 1966 |
| Vattenskoter   | 2018                  |
| Volleyboll     | sedan 1958            |
| Wushu          | sedan 1990            |

## Medaljliga
De tio länder som ligger högst i den totala medaljligan 1951-2022.
| Nr                   | Nation               | Guld | Silver | Brons | Totalt |
| -------------------- | -------------------- | ---- | ------ | ----- | ------ |
| 1                    | Kina                 | 1674 | 1105   | 791   | 3570   |
| 2                    | Japan                | 1084 | 1104   | 1054  | 3242   |
| 3                    | Sydkorea             | 787  | 722    | 916   | 2425   |
| 4                    | Iran                 | 192  | 202    | 217   | 611    |
| 5                    | Indien               | 183  | 239    | 357   | 779    |
| 6                    | Kazakstan            | 165  | 180    | 292   | 637    |
| 7                    | Thailand             | 144  | 189    | 311   | 644    |
| 8                    | Nordkorea            | 121  | 161    | 188   | 470    |
| 9                    | Kinesiska Taipei     | 118  | 164    | 304   | 586    |
| 10                   | Uzbekistan           | 105  | 138    | 171   | 414    |
| Totalt (10 nationer) | Totalt (10 nationer) | 4573 | 4204   | 4601  | 13378  |